# 그리스와 덴마크의 왕자 오디세아스키몬
그리스와 덴마크의 왕자 오디세아스키몬(그리스어: Οδυσσέας‐Κίμωνα, 2004년 9월 17일 ~ )는 비재위 그리스 왕가의 일원이다. 그리스 왕세자 파블로스와 그리스 왕세자빈 마리샹탈의 남으로 그는 그리스의 마지막 왕이었던 콘스탄티노스 2세와 덴마크의 아네마리의 손자이다.